# Arte mozarabica

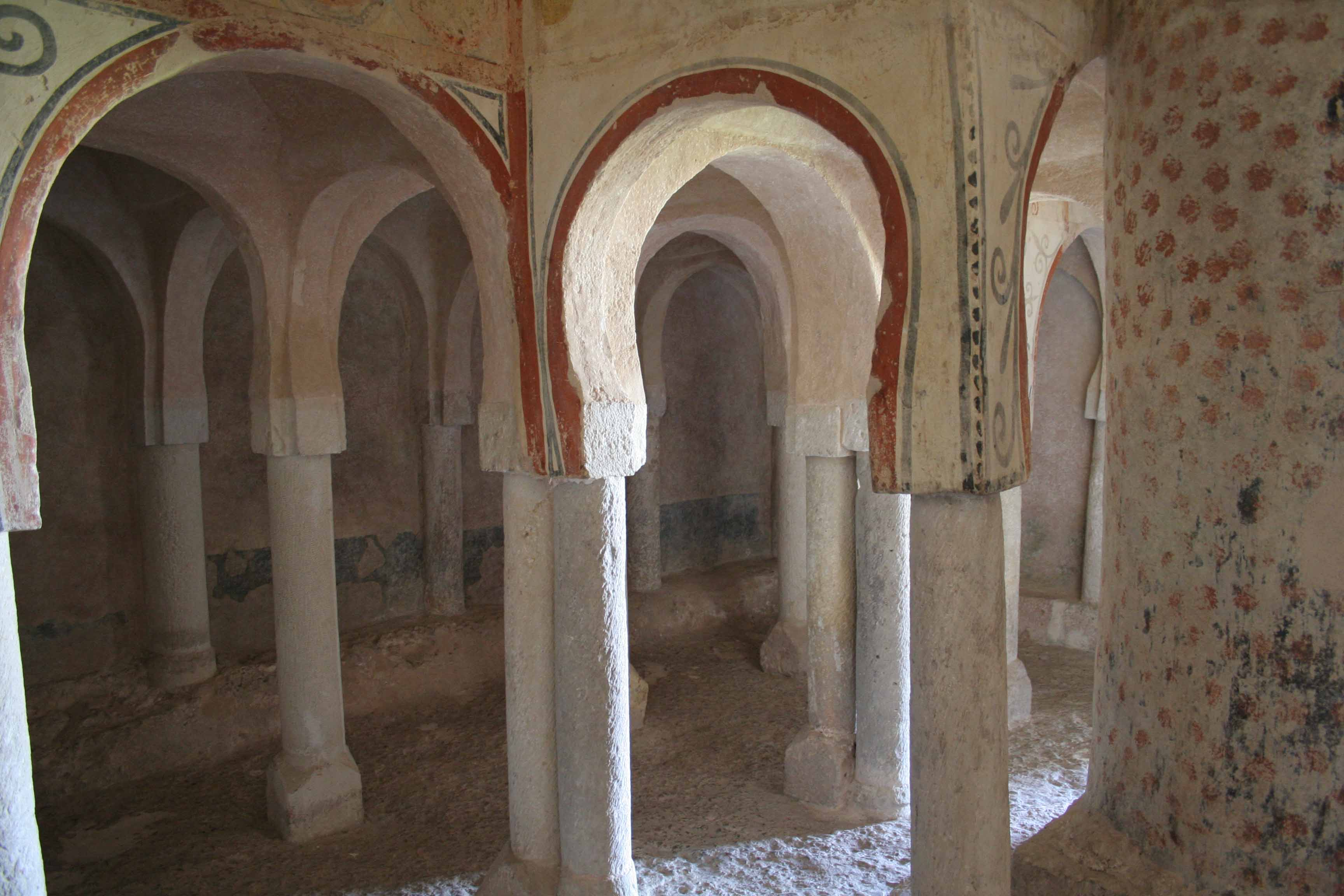
San Baudelio de Berlanga, Caltojar, Soria

Per arte mozarabica si intende uno stile di produzione artistica preromanico caratteristico della penisola iberica tra la fine del IX e l'XI secolo, risultante dalla commistione di elementi cristiano-visigoti e islamici.

## Origine
I mozàrabi erano i cristiani che vivevano nella Spagna quasi interamente islamizzata, salvo le Asturie, dopo il 713. Pur vivendo immersi nella cultura araba dominante, avevano mantenuto magistrati propri e libertà di esercitare il proprio culto, e la loro lingua - romanza - era scritta anche in caratteri arabi.
Generalmente tuttavia, nella Spagna centromeridionale, le comunità mozarabiche mantennero in vita chiese nate in periodo visigoto. Le poche costruite ex novo nacquero ad uso di comunità rurali o in zone periferiche.
Nella scia di questa commistione culturale, l'arte mozarabica declina in uno stile molto ricco di elementi islamici - nell'architettura, nella decorazione, nei codici miniati, come quelli dei Commentari dell'Apocalisse di Beato di Liébana - temi architettonici e figurativi cristiani, in particolare chiese, monasteri, testi sacri.
All'inizio della Reconquista i regni cristiani del nord sollecitarono i cristiani ancora sotto il dominio arabo a venire a ripopolare le terre liberate, e alcune comunità di mozarabi aderirono all'invito. Anche senza pensare di attribuire alla loro presenza tutta l'iniziativa artistica del X secolo in quei domini, si può supporre che la loro cultura, mista di elementi ispano-visigoti e arabi, apportasse ai nuovi regni cristiani elementi di innovazione in tutti i campi. Nasce così il nuovo stile preromanico noto come Arte asturiana, che coinvolge in realtà tutto il nord della penisola iberica.

## Interpretazioni
Lo spostamento della frontiera verso il bacino del Duero favorì la costruzione di nuove chiese, opere nelle quali si concentrava tutta la capacità artistica disponibile, anche in funzione del ripopolamento.
La scarsità delle fonti scritte rende difficile affermare che tutte le costruzioni religiose e le realizzazioni artistiche dei regni del nord siano dovute principalmente al contributo dei mozarabi: i regni del nord erano abbastanza potenti per affrontare autonomamente questo compito, senza dipendere da questi immigranti rurali, portatori di mezzi e risorse precarie.
La denominazione di arte mozaraba, che ebbe successo nel XX secolo, è relativamente recente: nel 1897 era stata pubblicata in quattro volumi la Historia de los mozárabes de España di Francisco Javier Simonet. Vent'anni dopo, Manuel Gómez Moreno pubblicò una monografia sulle chiese mozarabe (Las iglesias mozárabes), che attribuiva origini mozarabiche a tutte le chiese costruite nei territori cristiani della penisola tra la fine del IX e l'inizio dell'XI secolo, denominando e codificando così uno stile, e applicando tale definizione all'architettura e alle altre forme d'arte connesse con questa. La definizione ebbe successo, anche a scapito del rigore.
La storiografia moderna ha rimesso in discussione il carattere mozarabico delle chiese che Gómez Moreno tratta nel suo libro: già José Camón Aznar, nel suo Arquitectura española del siglo X pubblicato nel 1963 si era opposto a questa interpretazione; essa fu poi ulteriormente contrastata da diversi altri ricercatori, tra cui Isidro Bango Torviso, e ormai si tende, in riferimento a questo periodo, a sostituire la denominazione "Arte mozarabica" con quella di Arte de repoblación (Arte del ripopolamento). In questo modo la categoria di arte mozarabica sarebbe applicabile soltanto a quanto prodotto dai mozarabi nella Spagna musulmana, in senso stretto.

## Architettura

La chiesa di San Juan de Busa nel territorio del comune di Biescas in Spagna, costruita tra il 1060 e il 1070 in stile mozarabico.

Le principali caratteristiche che definiscono l'architettura mozarabica sono le seguenti:
- grande dominio delle tecniche costruttive, con l'impiego soprattutto di murature in pietra grezza costruite con la tecnica detta soga y tizón[4].
- Assenza o estrema sobrietà nella decorazione esterna.
- Diversità nelle piante, anche se la maggior parte delle chiese mozarabe si distinguono per le dimensioni ridotte e spazi discontinui coperti da volte (a spigoli, a nervature, a crociera califfale[5]).
- Uso di archi a ferro di cavallo di stile islamico, molto stretti e rialzati di due terzi del raggio.
- Uso dell'alfiz (la modanatura quadrangolare, spesso istoriata, che circonda la parte esterna di un arco).
- Uso di colonne di supporto, terminate da un capitello corinzio decorato con elementi vegetali molto stilizzati.
- Gronde sporgenti poggiate su mensole.

## Esempi
L'architettura mozaraba in senso stretto, cioè le opere realizzate dai mozarabi nella Spagna musulmana, si può ridurre a due esempi:
- la chiesa di Bobastro: chiesa rupestre che si incontra in località Mesas de Villaverde, a Ardales (Málaga), della quale restano solo alcune rovine.
- la chiesa di Santa María de Melque: a La Puebla de Montalbán (Toledo). Sulla sua attribuzione mozarabica sussistono però dubbi, perché presenta tratti visigoti insieme ad altri propriamente mozarabi, essendone anche poco chiara la datazione

Tuttavia, nella cultura corrente non specialistica (comprese enciclopedie e libri di testo), si utilizza prevalente la definizione di "Arte mozaraba" per molti edifici, tra cui i più importanti sono:
- in Castiglia e León:
  - San Miguel de Escalada (León)
  - Santiago de Peñalba (León)
  - Santo Tomás de las Ollas (León)  - gli ultimi tre siti sorgono lungo il Camino Francés per Santiago
  - San Baudelio de Berlanga (Soria)
  - San Cebrián de Mazote (Valladolid)
  - Santa María de Wamba (Valladolid)
- in Cantabria:
  - Santa María de Lebeña
- in Aragona:
  - San Juan de la Peña (Huesca) sul Cammino aragonese per Santiago
  - Chiese del Serrablo (Huesca), come la chiesa di San Juan de Busa
- ne La Rioja:
  - San Millán de Suso (San Millán de la Cogolla)
- in Catalogna:
  - San Quirce de Pedret (Barcelona)
  - Santa María de Marquet (Barcelona)
  - chiesa di San Cristóbal, nel municipio di Vilassar de Mar, a 30 km da Barcellona
  - San Julián de Boada, nel villaggio omonimo, nella comarca del basso Ampurdán (Gerona)
  - Santa Maria de Matadars, nel municipio di El Pont de Vilomara, Bages
- in Galizia:
  - San Miguel de Celanova (Orense)

## Letteratura
Le principali testimonianze sono relative alla letteratura religiosa: messali, antifonari e libri di preghiere creati negli scriptoria dei monasteri.
Esemplari di grande qualità e originalità delle miniature e dei manoscritti sono i Commentari dell'Apocalisse del Beato di Liébana, il Beato de Facundus o il Beato de Tábara. Un antifonario mozarabo è invece conservato presso la Cattedrale di León.
I centri più importanti dell'editoria mozaraba furono Toledo e Cordova.